# Tadeusz Rżysko
Tadeusz Rżysko (ur. 4 stycznia 1918 w Kiczkach Pierwszych, zm. 10 czerwca 1946 tamże) – polski działacz komunistyczny.

## Życiorys
Syn Jana Rżysko, działacza Komunistycznej Partii Polski. Razem z ojcem agitował chłopów, kolportował prasę komunistyczną i współorganizował manifestacje. Ok. 1934 wstąpił do Komunistycznego Związku Młodzieży Polskiej, a następnie do KPP. Od 1942 należał do Polskiej Partii Robotniczej, Gwardii Ludowej oraz walczył w Armii Ludowej, po wkroczeniu Armii Czerwonej został funkcjonariuszem MO oraz pełnomocnikiem ds. reformy rolnej na powiat miński. Za udział w walkach w szeregach AL został awansowany do stopnia porucznika i odznaczony Orderem Virtuti Militari. Podczas referendum w 1946 został uprowadzony z domu przez żołnierzy Narodowych Sił Zbrojnych i rozstrzelany w pobliskim lesie.  